# Order Zasługi Pocztowej
Order Zasługi Pocztowej (franc. Ordre du Mérite postal) – francuskie odznaczenie resortowe, nadawane w latach 1953–1963 przez ministra pracy, za zasługi świadczone na rzecz rozwoju działalności usług pocztowych i telekomunikacyjnych we Francji, Unii Francuskiej oraz w kontekście stosunków międzynarodowych. Odznaka orderu miała kształt pięcioramiennej białej gwiazdy położonej na wieńcu laurowym, z medalionem z profilem popiersia Merkurego (posłańca bogów starożytnego Rzymu).
Podzielony był na trzy klasy:
- I klasa – Komandor (Commandeur) – na wstędze noszonej na szyi,
- II klasa – Oficer (Officier) – na wstążce z rozetką, noszony na lewej stronie piersi,
- III klasa – Kawaler (Chevalier) – na wstążce, noszony na lewej stronie piersi[2].

Odznaczenie zostało zastąpione (wraz z szesnastoma innymi orderami ministerialnymi i kolonialnymi) przez Order Narodowy Zasługi